# Пайзиев, Дуйсенбай
Дуйсенбай Пайзиев (род. 1947 год) — передовик советской цветной металлургии, полный кавалер ордена Трудовой Славы (1986), народный депутат СССР.
Родился в 1947 году. По национальности казах. Окончил Кентауский горнометаллургический техникум.
До избрания депутатом работал подземным проходчиком горно-проходческого участка № 1 рудника «Миргалимсай» комбината «Ачполиметалл» города Кентау.
Был избран народным депутатом СССР от Туркестанского территориального избирательного округа № 652 Чимкентской области. Являлся членом Комитета Верховного Совета СССР по вопросам правопорядка и борьбы с преступностью.